# Auteuil (Seine)
Auteuil je bývalá francouzská obec v bývalém departementu Seine. Její centrum bylo v roce 1860 začleněno do Paříže a jižní část do obce Boulogne-sur-Seine. Její název se uchoval v dnešní čtvrti Auteuil, která leží na jihu 16. pařížského obvodu.

## Toponymie
Přesný význam Auteuil je neznámý. Může pocházet z latinského slova altarium (malý pahorek).

## Historie
V roce 623 se v závěti Bertranda du Mans, syna poitouského velmože, který se stal biskupem a majitelem vily Nigeon, která se nacházela v prostoru dnešního Place du Trocadéro, zmiňuje budoucí Auteuil a jeho pramen pod jménem Fontainette (Fontanitum).
Dne 28. února 717 za vlády Chilpericha II. byl les Rouvray (Rubridum sylva), který se rozprostíral na západ od tehdejší Paříže až k současnému Place dela Concorde a k Monceau, rozdělen mezi opatství Saint-Denis a opatství Sainte-Geneviève. Jeho západní část a břeh Seiny po proudu od Saint-Cloud získalo Saint-Denis a východní část a břeh proti proudu obdrželo Sainte-Geneviève. Do správy opatství Sainte-Geneviève přešlo převorství Saint-Martin-des-Champs a oratoř na Sanctum Martyrum.
V roce 1060 nechal Jindřich I. přestavět klášter Saint-Martin-des-Champs, který zničili Normané, stejně tak klášter Sainte-Geneviève. Král daroval Sainte-Geneviève kostel na území mezi Auteuil a Montmartre na kopci Chaillot, který do té doby patřil převorství Saint-Martin. Území na jih od kopce Chaillot získalo Le Mans, který byl v roce 1069 zdevastován Vilémem Dobyvatelem. Území budoucího Auteuil patřilo mezi dary pro nové opatství Notre-Dame Le Bec, které v Normandi založil arcibiskup z Canterbury Anselm.
V roce 1109 postoupili kanovníci kapituly opatství Sainte-Geneviève opatům z Le Bec území, které vlastnili v Normandii kolem Vernonu. Výměnou za to obdrželi vše, co vlastnili Angličané v Paříži, včetně vinic a pozemků v Auteuil.
Tato výměna proběhla u příležitosti nástupnictví zesnulého Kapetovce Filipa I. v kontextu soupeření o nadvládu ve Francii mezi Theobaldem z Blois, vnukem Viléma Dobyvatele a starším bratrem budoucího anglického krále Štěpána III., a francouzským králem Ludvíkem VI., kterého napadl jeho nevlastní bratr Philippe de Montlhéry. Směnu majetků zorganizoval francouzský kancléř Étienne de Garlande, předpokládaný strýc Heloisy. Následující rok se nechal jmenovat děkanem kapituly Sainte-Geneviève. Opati ze Sainte-Geneviève se stali pány v Auteuil, ale ve skutečnosti byly příjmy převedeny ve formě prebendy na jednoho z kanovníků opatské kapituly, snad jako odměněna za akviziční operaci, protože tato prebenda byla získána zpět krátce před smrtí jeho příjemce, v roce 1162.
Panství zde trvalo až do Francouzské revoluce. Postupně se rozšířilo na západ přes téměř celé území současného města Boulogne-Billancourt až po Île de Sèvres včetně, přičemž hranici s farností Saint-Cloud tvořila současná rue de Billancourt. Na severozápadě zahrnovalo budoucí panství Château de Boulogne, dnes v Neuilly-sur-Seine, stejně tak lesy patřící do královského panství Clichy, jehož pozůstatkem je současný Buloňský lesík. Výkon moci nad Issy a Vanves byla svěřena pánům z Passy, kteří měli na starosti vybírání daně pro klášter. Tato světská jednotka, která patřila k Auteuil, byla svobodným statkem zvaný Beaudoinské léno (pravděpodobně pojmenované po normanském pánu, od něhož jej získali opatové ze Sainte-Geneviève smlouvou z roku 1109).
Klášter pod vedením Étienna de Garlande (1070-1150) zvelebil místo zvané Fontainette a jeho pramen vybudováním odpočinkového a obytného domu pro nemocné z opatství. K financování stavby pronajali farnosti Billancourt a Les Longs Prés opatství Saint-Germain le Rond.
V roce 1134 byla samota u Saint Cloud oddělena od Auteuil královnou Adélou Savojskou a připojena k novému opatství Montmartre. V roce 1330 se spolu s Longchamp stala farní obcí Boulogne la Petite. Obyvatelé statku Billancourt, jižně od současné rue du Vieux-Pont-de-Sèvres a ostrova Sèvres, zůstali připojeni k farnosti Auteuil. Centrum Auteuil tak bylo fyzicky odděleno od nové sousední farnosti lesem Rouvres, spornou oblasti mezi farníky a králem, jejíž jižní okraje tvořily dnešní rue du Chemin-Vert a rue Denfert-Rochereau.
V roce 1150 Arnold, pán z Chailly, a jeho manželka Aveline darovali v Billancourtu necelých sto hektarů nově založenému opatství Saint Victor.
V roce 1192 udělil Maurice de Sully Auteuil status farnosti. Klášterní kapitula zde zřídila ve 13. století samostatné panství.
Pro ves Auteuil vytvořil post starosty, správce panství, který v místě bydlel. Ten v roce 1226 získal mílové právo pece, ze které získával roční naturální poplatek v obilí, šest sesterů žita. Opatství mělo ve vsi roční rentu v naturáliích a penězích, která v roce 1243 činila přibližně dva tisíce livrů.
V roce 1247 za vlády Ludvíka IX. bylo na území farnosti zrušeno nevolnictví, o století později než na farnosti pod opatstvím Saint-Denis.
Poddaní rolníci měli povinnost roboty – udržovat a provozovat vinici o rozloze dvaadvaceti jiter (necelých 10 hektarů).
Na konci vleklé stoleté války byla zemědělská infrastruktura ve Francii buď v troskách, nebo opuštěná. Populace, která přežila černou smrt, se přesouvala do měst. Po povstání cabochienů byl obchod s rybami na Seině a zpracování soli, které na předměstích provozovali měšťané z Grande Boucherie, zdevastovány. Jako všude jinde se i klášter Sainte-Geneviève musel vzdát svých privilegií a svých příjmů a uchýlit k emfyteuzi, aby získal pracovní sílu. Panství Auteuil ztratilo většinu své hodnoty a jeho cla se prodávala za dvanáct pařížských liver. V roce 1426 je klášter pronajal jistému Guillaume le Mute.
I když byla zničena výrobna na solené maso v Saussières u Boulogne, Auteuil jako celek byl málo zasažen rabováním a jeho bukolické prostředí je zachováno, alespoň během smlouvy z Troyes. Zámek Billancourt bylo neporušené soukromé sídlo obklopené kromě různých přístavků stodolou, hospodářským dvorem, holubníkem, zeleninovou zahradou, ovocným sadem a dalšími zahradami, to vše uprostřed pastvin. Byla zde také solná dílna, která se používala jak na konzervaci vepřového, tak ryb. Ostrov Billancourt a ostrov Longueignon, dva dlouhé ostrovy, které patřily k panství, a které dnes tvoří ostrov Saint-Germain, pravděpodobně sloužili pro rybolov placek nebo lov labutí.
Kolem roku 1550 král Jindřich II. ohradil Buloňský lesík, čímž zabránil v přístupu obyvatelům sousedních farností, a uprostřed něj vybudoval lovecký zámeček Château de la Muette. Pán z Auteuil Raoul Moreau byl královským pokladníkem, který také vlastnil zámky Thoiry a Grosbois.
Po Bartolomějské noci bylo na březích Auteuil poblíž Point-du-Jour vyplaveno více než 1800 mrtvol. V 16. století se Auteuil stalo útočištěm pro stíhané protestantské rodiny a žilo zde přes deset procent obyvatel hlásících se k protestantům, mezi nimi i starosta a advokát u pařížského arlamentu Macheco.
V roce 1672 byla v severní části Auteuil zřízena kolem kostela Notre-Dame-de-l'Annonciation samostatná farnost Passy.
V roce 1790 během Francouzské revoluce bylo panství Auteuil nahrazeno obcí Auteuil. Obec se skládala ze tří částí: vesnice Auteuil, osada Point-du-Jour a osada Billancourt.
V roce 1794, poté, co byl ostrov Sèvres prodán jako národní majetek, zde chemik Armand Seguin postavil továrnu na usně.
V Auteuil se průmyslová revoluce projevila především ve čtvrti Billancourt. V 1820 byl postaven nový kamenný most přes Seinu a starý dřevěný most proti proudu byl stržen. V roce 1824 byl mezi břehem a ostrovem Île Seguin postaven první visutý most. V roce 1825 koupila společnost barona de Gourcuff rozsáhlou farmu Billancourt, aby zde vytvořila luxusní rezidenční čtvrť. Tento avantgardní projekt nového města v rozsáhlém měřítku ukázal možnosti moderního urbanismu. Otec Louise Renaulta zakoupil jeden z tamních pozemků a právě zde vzniklo poté jedno z center francouzského automobilového průmyslu.
V 19. století bylo Auteuil známo svými minerálními vodami a vodoléčebným zařízením. Bohatí Pařížané si zde postavili mnoho venkovských domů (epizoda popsaná mimo jiné v románu Hrabě Monte Cristo od Alexandra Dumase).
V roce 1845 území Auteuil rozdělily na dvě části nové pařížské hradby, jejíž výstavba začala v roce 1840.
V roce 1860 při rozšíření Paříže byla obec Auteuil zrušena a její území bylo rozděleno mezi města Paříž a Boulogne:
- část uvnitř hradeb, necelá polovina území, byla připojena k Paříži a stala se čtvrtí nového 16. obvodu; čtvrť
- část mimo hradby, nejméně zastavěná a obydlená, byla připojena k Boulogne jako kompenzace za území Longchamp, které využil vévoda de Morny k vybudování dostihové dráhy. Na tomto území se také nacházela čtvrť Parc des Princes.

## Radnice
V srpnu 1792 se radnice obce Auteuil přestěhovala na Place de la Fontaine (dnes Place Jean-Lorrain), poté v srpnu 1804 na place d'Aguesseau (nyní place de l'Église-d'Auteuil) a nakonec v roce 1844 do domu č. 34 na rue Boileau, tato budova vyhořela během Pařížské komuny v roce 1871.